# Rhizophagus puncticollis
Rhizophagus puncticollis es una especie de coleóptero de la familia Monotomidae.

## Distribución geográfica
Habita en  Europa.